# Peasmarsh, East Sussex
Peasmarsh är en ort och civil parish i Storbritannien.   Den ligger i grevskapet East Sussex och riksdelen England, i den sydöstra delen av landet, 80 km sydost om huvudstaden London. Peasmarsh ligger 24 meter över havet och antalet invånare är 1 167.
Terrängen runt Peasmarsh är platt, och sluttar österut. Runt Peasmarsh är det ganska tätbefolkat, med 166 invånare per kvadratkilometer. Närmaste större samhälle är Hastings, 15,4 km sydväst om Peasmarsh. Trakten runt Peasmarsh består till största delen av jordbruksmark.